# 8 bits
En arquitectura de computadoras, 8 bits es un adjetivo usado para describir enteros, direcciones de memoria u otras unidades de datos que comprenden hasta 8 bits (1 octeto) de ancho, o para referirse a una arquitectura de CPU y ALU basadas en registros, bus de direcciones o bus de datos de ese ancho.
Las CPU de 8 bits normalmente usan un bus de datos de 8 bits y un bus de direcciones de 16 bits lo que causa que su memoria direccionable esté limitada a 64 kilobytes; sin embargo esto no es una "ley natural", ya que existen excepciones.
El primer microprocesador de 8 bits ampliamente utilizado es el Intel 8080, que se usó en computadores de aficionados a finales de los años 70 y principio de los años 80, muchos corriendo el sistema operativo CP/M. El Zilog Z80 (compatible con el 8080) el Motorola 6800 y el MOS Technology 6502 se utilizan en varios computadores similares y profesionales. Pero se conocen más por haber sido ampliamente usados en computadores domésticos y videoconsolas en los años 1980, abarcando sobre todo la tercera generación de videoconsolas. Muchas CPU y microcontroladores de 8 bits son la base hoy en día de los sistemas integrados que encontramos en cualquier sitio desde el coche al ascensor o la lavadora.
En el sistema binario, hay 28 (256) posibles permutaciones para 8 bits.
Aproximadamente el 55% de todas las CPU vendidas en el mundo son microcontroladores o microprocesadores de 8 bits.

## Lista de CPU de 8 bits

### CPUsIntel
- Intel 8008
- Intel 8080
- Intel 8085
- Intel 8051
- Intel 8088 *NOTA: El Intel 8088 es solo exteriormente de 8 bits
- Intel 80188 *NOTA: El Intel 80188 es solo exteriormente de 8 bits

### CPUsZiLOG
- Zilog Z80
- Zilog Z180
- Zilog Z8
- Zilog eZ80

### CPUs de 8 bits Motorola
- Motorola 6800
- Motorola 6803
- Motorola 6809

### CPUsMOS Technology
- MOS 6501
- MOS 6502
- MOS 6510
- MOS Technology 6507
- MOS Technology 65CE02

### Microcontroladores
- Microchip PIC10
- Microchip PIC12
- Microchip PIC16
- Microchip PIC18
- AVR
- NEC 78K0

## Definición en videojuegos
En el lenguaje de los videojuegos, 8 bits se refiere a la popular generación de videoconsolas y computadores domésticos que aparecen a comienzos de los 80 tras la crisis del videojuego. Liderada en el sector de las consolas por la Nintendo Entertainment System (NES) y la Sega Master System (SMS), la era de los 8 bits comprende desde aproximadamente entre 1982 y 1983 con el lanzamiento del ZX Spectrum, el Commodore 64, el SG-1000 y el Family Computer/Famicom, hasta el ascenso en popularidad de los ordenadores y consolas de 16 bits como Commodore Amiga, la Sega Mega Drive, NEC TurboGrafx 16 ( Este cuenta con 1 Microprocesador 8 bits conocido como Hu 6280 un 65C02 modificado) y Super Nintendo Entertainment System (SNES) a finales de los 80 y principios de los 90.
El término "8 bits" crece en popularidad como resultado de la publicidad realizada por la siguiente generación de ordenadores y consolas, que orgullosamente se proclaman como "sistemas de 16 bits", aunque algunas de las primeras videoconsolas eran de hecho de 16 bits, como la Mattel Intellivision.
- Datos: Q270159
- Multimedia: 8 bits / Q270159